# East River Park

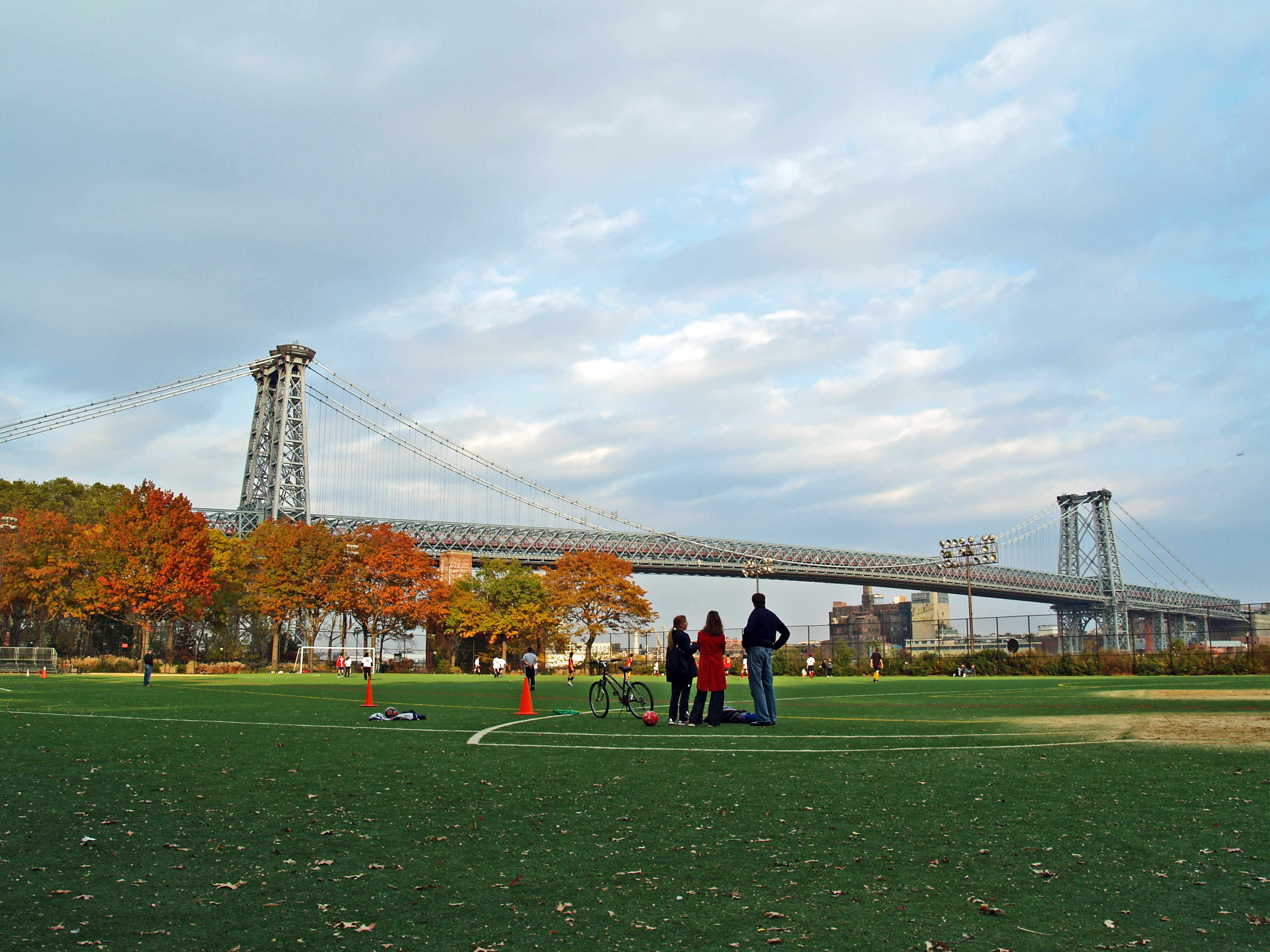
El Puente de Williamsburg se eleva prominentemente sobre el parque.

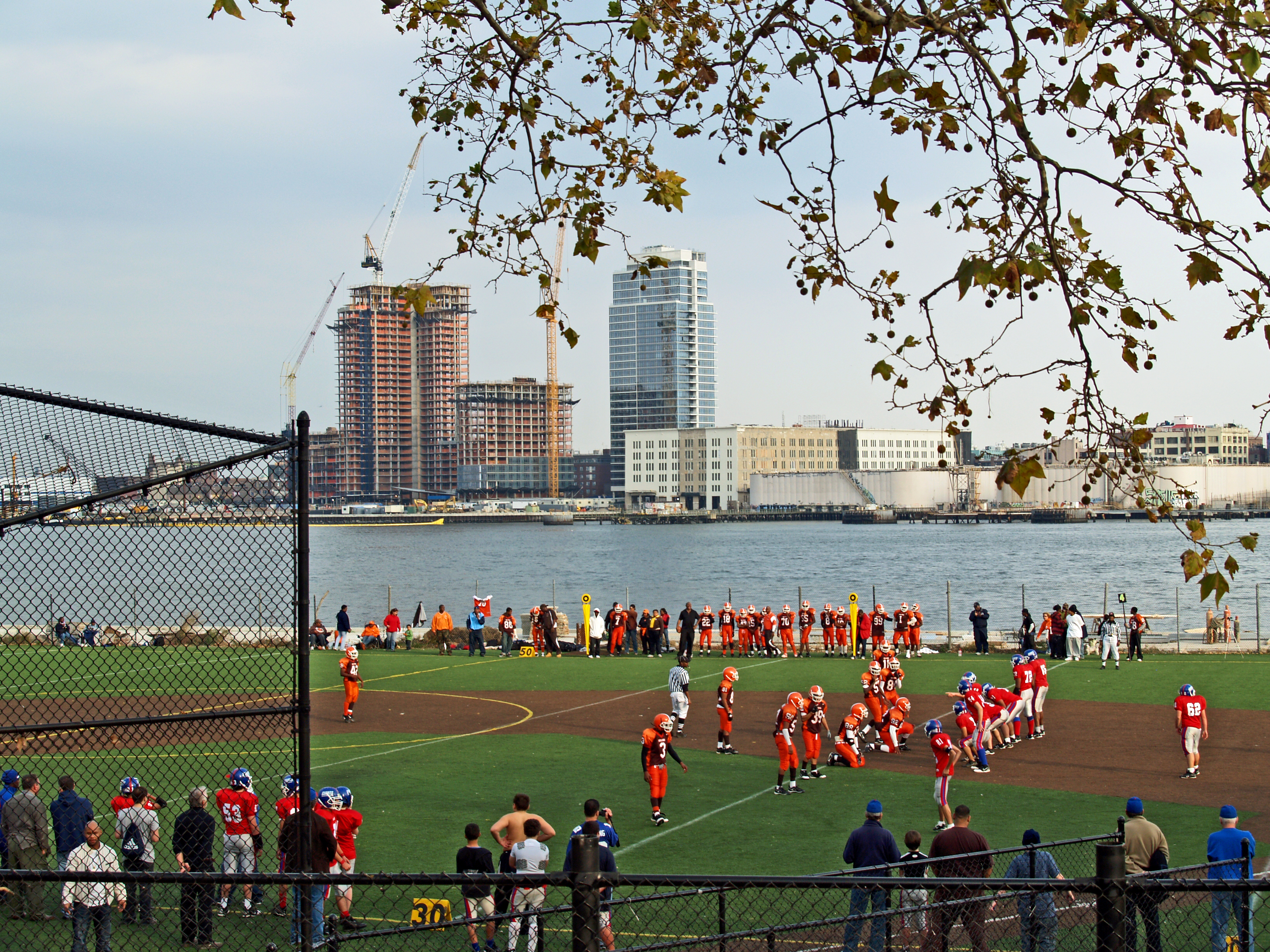
Campo de fútbol americano.

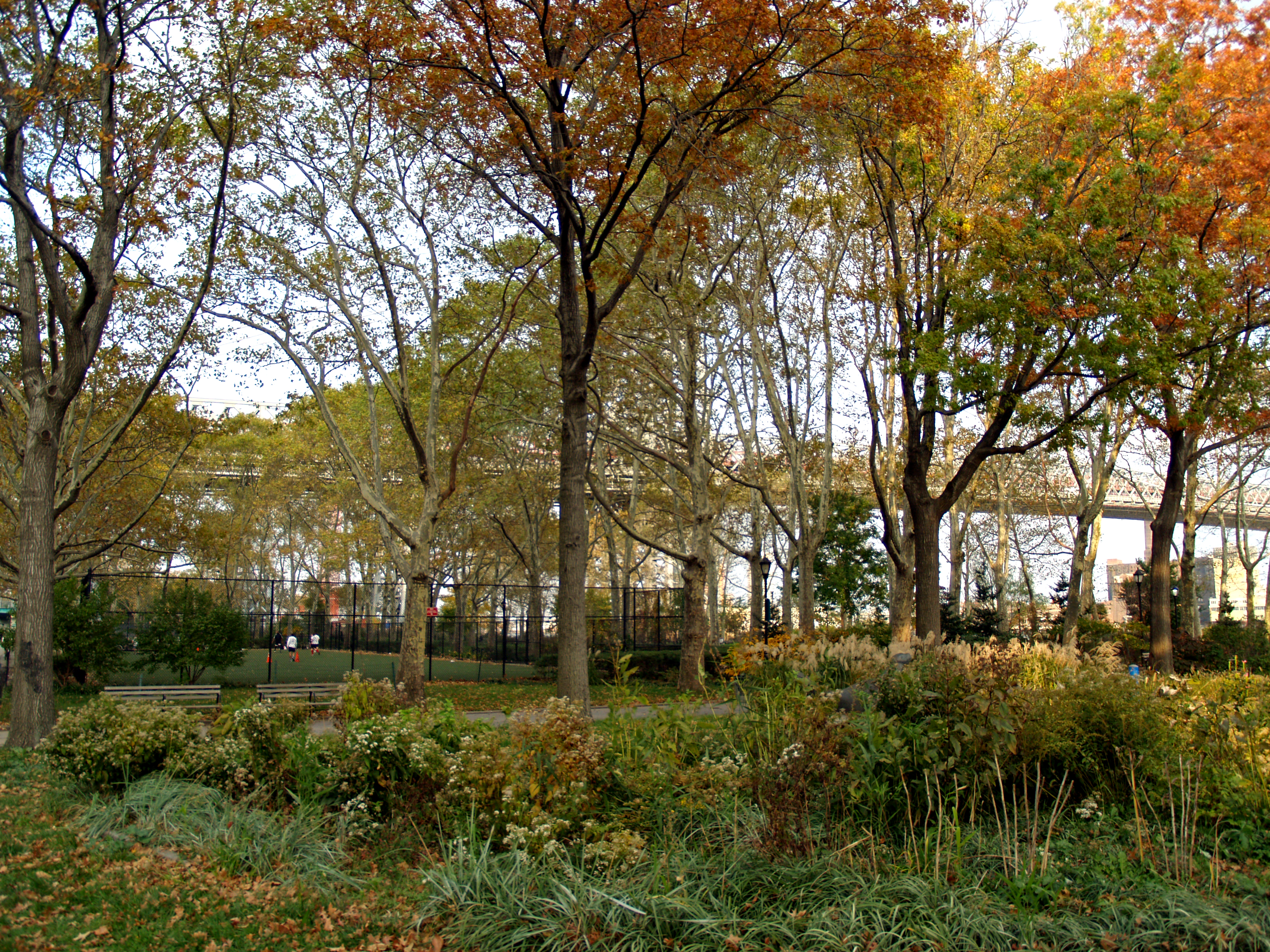
Arboleda al lado de las pistas de tenis.

El East River Park es un parque público situado en el barrio de Lower East Side en Manhattan. Se extiende a lo largo del East River de Montgomery Street hasta la calle 12. La entrada sur ofrece bonitos puntos de vista sobre el puente de Manhattan y el puente de Brooklyn. El anfiteatro, construido en 1941 ha sido reconstruido después de los atentados del 11 de septiembre de 2001, y es a menudo utilizado para espectáculos públicos. El parque ha experimentado recientemente importantes renovaciones y ahora hay campos de fútbol americano, béisbol, fútbol, baloncesto, balonmano, pistas de tenis, así como una pista de atletismo y pistas para bicicletas. Se puede practicar también la pesca. El parque está atravesado por el Williamsburg Bridge. 
Concebido a comienzo de los años 1930 por Robert Moses, East River Park fue abierto en 1939. Antes, el emplazamiento era un importante embarcadero de mercancías, después sirvió de refugio a numerosos inmigrantes. Es el mayor espacio verde de Lower East Side. A pesar de que ser víctima de los daños cada vez más importantes debidos al crecimiento de la circulación en las calles de los alrededores, permanece como un lugar de descanso para los habitantes de Lower East Side, en particular en verano, gracias a la brisa refrescante del East River.